# 金賽量表

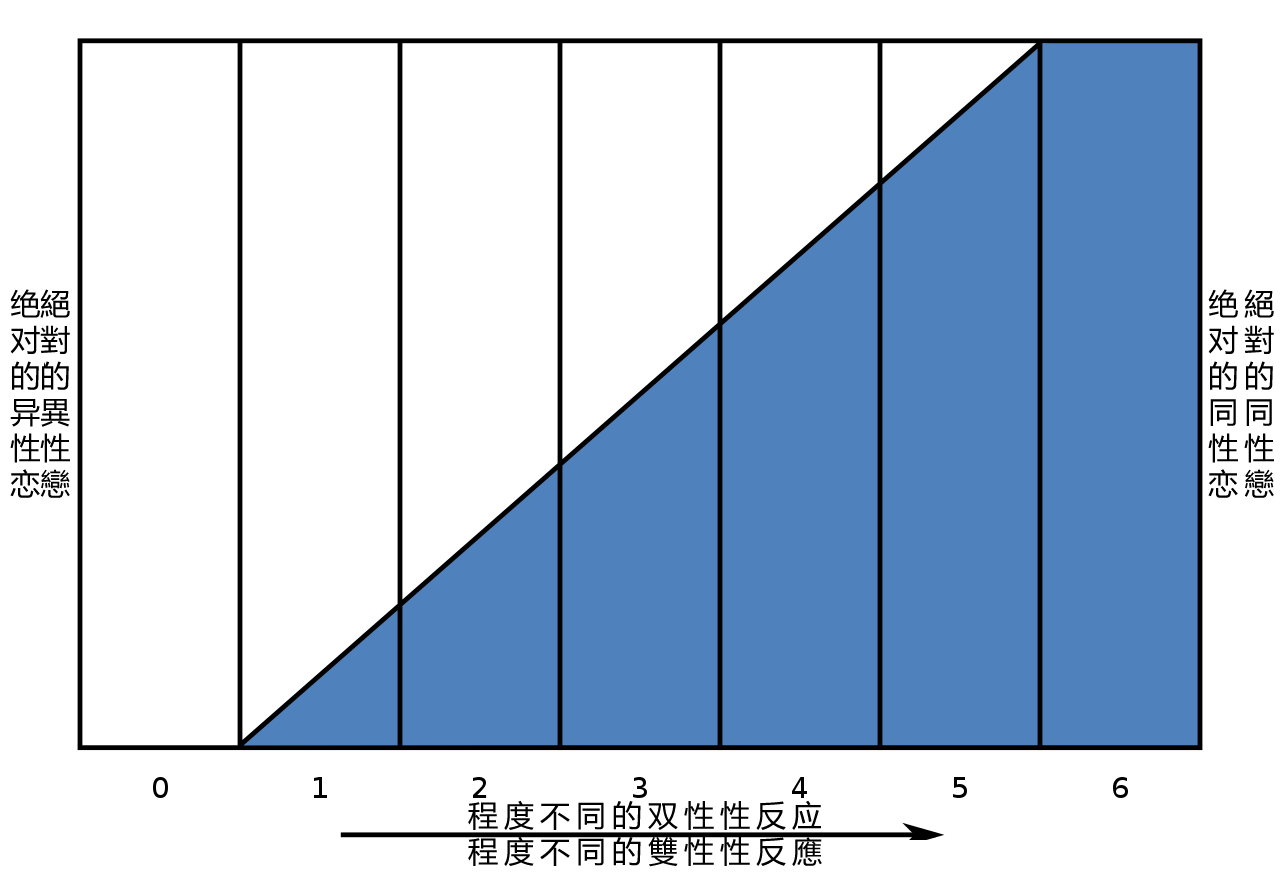
金赛性反应量表，表明性取向程度。

金赛量表（英語：Kinsey Scale），也称为同性恋 / 异性恋等级评定表（Heterosexual–Homosexual Rating Scale）， 是在研究中基于一个人在特定时间内的经验或反应来描述一个人的性取向的评级表。该量表的范围值通常从0（绝对的异性恋）到6（绝对的同性恋）。在《金赛报告》的男性卷和女性卷都提到了另一个等级，即“X”，这代表“没有社会性倾向的接触或反应”。这些报告由阿尔弗雷德·金赛等人首先发表在《男性性行为》（1948年）上，而《女性性行为》（1953年）中也有显著提及。

## 发展历史
被誉为“性革命之父”的阿尔弗雷德·金赛发明了金赛量表。金赛量表旨在证明性取向不仅仅只有两种：同性恋和异性恋。金赛认为性取向是不稳定的，且会随着时间的流逝而发生变化。
金赛主要使用行为评估测试的方法来为个人打分。金赛的第一个评分量表有三十个类别，代表三十种不同的性取向，但他最终设计的评分量表只有七个类别。他在整个研究过程中组织了8000余次采访。

## 量表内容
金赛量表的统计范畴从0到6，其中“0”代表那些对异性拥有完全的性欲望和（或）性经历的受访者；而“6”则代表那些对同性拥有完全的性欲望和（或）性经历的受访者；而“1”到“5”的范围则表示那些对性有不同等级欲望等级的人们，这其中也包括“偶尔”或“偶然”的同性性欲望和（或）性经历。但是，这份量表并没有提及他们是否是同性恋、异性恋或双性恋。
| 等级 | 描述                                               |
| ---- | -------------------------------------------------- |
| 0    | 完全的异性性倾向。                                 |
| 1    | 以异性性倾向为主，在极少的情况下会有同性性倾向。   |
| 2    | 以异性性倾向为主，在一些情况下会有同性性倾向。     |
| 3    | 异性性倾向与同性性倾向相同。                       |
| 4    | 以同性性倾向为主，在一些情况下会有异性性倾向倾向。 |
| 5    | 以同性性倾向为主，在极少的情况下会有异性性倾向。   |
| 6    | 完全的同性性倾向。                                 |
| X    | 无论对哪一性别的个体都没有性反应和性活动。         |

金赛意识到，仅仅依靠量表上的六个分类是无法囊括每个人的性欲望类型。他写道：“应该意识到，现实中包括每个量表类型中的个体，也包括处于量表两个极端与中间每个类别的连续性个体。” 虽然社会学家马丁·温伯格和科林·威廉姆斯都在他们的作品中写道，原则上，量表中第1等级到第5等级都可以被称呼为“双性恋”。 金赛不喜欢用“双性恋”来描述那些与同性和异性都发生性关系的个体，更喜欢用“双性恋”在其原始的生物学含义之词“雌雄同体”来表述。他说道：“直到证明性关系中的品味取决于个体那些在解剖学上的男性或女性性器官，或者男性或女性的生理能力；否则称呼他们为‘双性恋’有点太可悲了。” 心理学家吉姆·麦克奈特写道，虽然双性恋是同性恋与异性恋之间的一种性取向，但是它在金赛量表中是隐含的；而自从马丁·温伯格和阿伦·贝尔合作撰写的《同性恋》一书在1978年出版之后，这个观点受到了“严重的挑战”。

## 研究结果

### 金赛报告
金赛报告包括关于人类性行为的两本书，分别是《男性性行为》及《女性性行为》。以上两本书讨论了男性和女性的性吸引力，性行为和性发育。
- 男性：20－35岁之间的白人男性当中有11.6%在调查时自评为3级。接受调查的美国男性中有10％在16至55岁之间至少有三年时间是同性恋。
- 女性：7%的20－35岁单身女性和4%曾婚女性在调查时自评为3级；2-6%的20－35岁女性在调查时自评为5级；1-3%则自评为6级。

《女性性行为》调查中的结果显示，倾向于同性恋的男性人数高于女性。